# Pico do Raposo
O Pico do Raposo é uma elevação portuguesa de origem vulcânica localizada na ilha de São Miguel, arquipélago dos Açores.
Este acidente geológico tem o seu ponto mais elevado a 626 metros de altitude acima do nível do mar e encontra-se na área de abrangência da Serra de Água de Pau, na proximidade da Ribeira das Barreiras e numa área de grandes povoamentos de flora endémica das florestas Laurisilva típicas da Macaronésia.